# Le Porte-guigne
Le Porte-guigne (titre original : Prone) est une nouvelle humoristique de science-fiction de Mack Reynolds.

## Publications
Entre 1954 et 2014, la nouvelle a été éditée à une douzaine de reprises dans des recueils de nouvelles ou des anthologies de science-fiction.

### Publications aux États-Unis
La nouvelle est parue en septembre 1954 sous le titre Prone (« Prédisposé ») dans le magazine The magazine of fantasy and science fiction. 
Elle a ensuite été régulièrement rééditée dans divers recueils et diverses anthologies.

### Publications en France
La nouvelle a été publiée en France :
- dans Fiction, collection no 7, OPTA ;
- dans Fiction, no 21, OPTA, août 1955 ;
- dans l'anthologie Histoires de guerres futures, mars 1985, La Grande Anthologie de la science-fiction no 3819.

### Publication aux Pays-Bas
La nouvelle a été publiée aux pays-Bas en 1978 sous le titre Rampzucht.

## Résumé
Michaël Farthingworth est un soldat qui a une particularité : chaque fois qu'il passe dans un lieu, au bout de quelques jours ou quelques semaines, il se passe une chose négative : le toit s'effondre, un incendie se déclare, les toilettes dysfonctionnent, une grenade explose, etc. Au début, les autorités militaires ont mis cela sur le compte du hasard, de la loi des probabilités, du manque de chance. Au bout de quelques mois, on est bien obligé de constater ce fait étrange : Michaël est un « porte-guigne » ; il porte malchance, sans le vouloir. C'est triste, mais c'est hélas un fait établi. L'information remonte jusqu'au plus hautes autorités de l'institution militaire. 
Convoqué devant le chef d'état-major des armées des États-Unis, Michaël Farthingworth est interrogé sur les événements qui ont marqué sa vie militaire. Michaël le reconnaît d'ailleurs : il est effectivement un « porte-guigne », et hélas pour lui, cela concerne tous les aspects de sa vie. Ainsi, quelques jours plus tôt, il a rencontré une jeune femme, et elle s'est cassée la jambe. Michaël explique aussi que sa malchance augmente aussi de mois en mois : au début, ce n'était qu'une petite malchance, mais celle-ci augmente de manière exponentielle ! Pendant l'entretien, le robot-secrétaire se détraque, les vitres de la fenêtre volent en éclats sans raison apparente, le général glisse par terre et se fait une entorse à la cheville, la corbeille de papier prend feu. 
Le général annonce à Michaël qu'il va se conduire en héros : il va se rendre sur Mars, qui est en guerre contre les Terriens, et vivre sur la planète rouge. Là, il ne fera rien et son rôle sera d'« attendre »… le temps que sa malchance fasse perdre la guerre à la planète. Sa malchance sera donc utilisée en tant qu'arme, et même comme une arme puissante ! Au moment où Michaël quitte le bureau, les flammes d'un dépotoir à résidus de combustibles illuminent brusquement l'horizon, et le robot-secrétaire du général devient totalement hors d'usage, récitant une poésie d'Alice au pays des merveilles. 
Que fera-t-on de Michaël lorsque la guerre sera terminée ? Le rapatrier ? Ou le laisser sur Mars comme force d'occupation en guise de « punition » des martiens ?